# Собко, Николай Петрович
Никола́й Петро́вич Со́бко́ (9 [21] июля 1851, Царское Село — 16 [29] августа 1906, Санкт-Петербург) — русский искусствовед и библиограф

, автор ряда работ по истории русского искусства, популяризатор деятельности товарищества передвижников. Сотрудник Императорской Публичной библиотеки (1871–1884), секретарь Общества поощрения художеств (1884–1900).

## Биография
Родился 9 (21) июля 1851 года в Царском Селе; сын инженера и теоретика, профессора Института инженеров путей сообщения Петра Ивановича Собко. Получил домашнее образование. В 1871—1884 служил в Императорской Публичной библиотеке. Как историк искусства находился под влиянием своего старшего коллеги Владимира Стасова, популяризировал деятельность товарищества передвижников. 
Кроме многих статей по библиографии, Собко издал: «Древние изображения русских царей и их посольств за границу в старых и новых гравюрах», «Русские и славянские календари и месяцесловы за 100 лет, 1725—1825» (Берлин: тип. Розенталя и К°, 1880. — 56 с.), «Василий Григорьевич Перов: его жизнь и произведения» (СПб.: Д. А. Ровинский, 1892. — 84 с., 60 л. ил.), ряд иллюстрированных каталогов художественных выставок, в том числе «Иллюстрированный каталог Всероссийской выставки в Москве в 1882 г.». В период 1894—1900 годов появились три тома составленного Собко «Словаря русских художников с древнейших времен до наших дней» (том 1; том 2; том 3).
С 1892 года был редактором журнала «Искусство и художественная промышленность», издававшегося Императорским обществом поощрения художеств, секретарём которого Собко был в 1884—1900 годах.
Умер в 1906 году, попав под поезд. Был похоронен на Новодевичьем кладбище; могила утрачена.